# Double Dragon II: The Revenge
Double Dragon II: The Revenge es un videojuego de acción donde el jugador representa a Billy Lee, un joven experto en artes marciales, que debe vengar a su novia Marian aniquilando a los Black Warriors, que la asesinaron. Al igual que en la primera parte, a esta aventura se suma Jimmy, su hermano, quien posee las mismas habilidades, juntos ellos dos forman el dúo Double Dragon.
El juego fue creado originalmente por la compañía japonesa Technōs Japan en el año 1988 para máquinas recreativas. Posteriormente salieron al mercado versiones para Amiga, Amstrad CPC, Atari ST, Commodore 64, DOS, Game Boy, MSX, NES, TurboGrafx-CD, ZX Spectrum, Sega Mega Drive y PC Engine.

## Argumento
La trama del juego nos transporta a unos años posteriores a lo acontecido en Double Dragon, la organización criminal Black Warriors ha tenido tiempo para rearmarse y reclutar a nuevos y más peligrosos delincuentes, así que su líder Willy, que sobrevivió a la pelea con los hermanos Lee en Double Dragon, decide asesinar a la novia de Billy para clamar venganza, los hermanos Lee no pararán hasta que el asesinato de Marian sea vengado, por lo que se adentran a lo que será la batalla definitiva contra los Black Warriors.
Se puede jugar entre 1 o 2 jugadores. Cada escenario cuenta con 1 o 2 jefes al final, además de precipicios y trampas.

### Escenarios (versión arcade)
- Escenario 1: el juego empieza con la muerte de Marian, asesinada por Willy, el jefe mayor de los Black Warriors del juego anterior. El primer escenario se desarrolla en el aeropuerto donde ocurrió el crimen (empezando en un lugar similar que la primera parte). El jefe es Burnov, quien desaparece después de morir, dejando solamente su ropa en el suelo.

- Escenario 2: es un almacén de madera similar a la fábrica del primer juego. El jefe es Abore, un gigante con un parecido a Arnold Schwarzenegger.

- Esecenario 3: es un campo similar al bosque del primer juego. A mitad de la fase, una cosechadora intentará aplastar al jugador. La fase termina en la entrada a la fortaleza final. El jefe es Chin Taimei, un luchador muy poderoso , ataca con una patada aérea o es capaz de barrerte , y además pelea con dos palos kali.

- Escenario Final: la fortaleza del enemigo. Más enemigos como el anterior, con barriles que vienen hacia el jugador y bloques que salen de la pared. El jefe de la parte es Willy, el asesino de Marian. Después de vencer al maloso de la ametralladora, aparece un clon del jugador, el cual en ocasiones se meterá dentro del personaje.

La versión arcade termina con una fotografía de los hermanos Lee con Marian. Marian llora una lágrima que después forma las palabras "The End" en el fondo de la pantalla.

## Famicom / Nintendo Entertainment System
Lanzado en diciembre de 1989 en Japón por Technos y en enero de 1990 por Acclaim en Estados Unidos, esta versión cuenta con fases y mecánicas adicionales, además de algunos enemigos y plataformeo que no están presentes en la versión arcade, así como escenas que cuentan la progresión del juego en episodios.

### Escenarios
- Escenario 1 o Misión 1: Into the Turf (En el territorio). Se desarrolla en la ciudad. El escenario muestra grandes cajas, persianas, puertas hidráulicas, depósitos abandonados, escaleras. En el nivel superior, al que se va ascendiendo, se puede caer y perder una vida por caída. El jefe, Burnov, se desvanece una vez y luego vuelve a aparecer; cuando desaparece por segunda vez, es derrotado.

- Escenario 2 o Misión 2: At the heliport (Hacia el helipuerto). En la ciudad, de noche. La leyenda que narra la historia refiere que los enemigos están escapando. Los jefes son unos ninjas que arrojan shurikens. El escenario muestra precipicios, escaleras, puertas, y finalmente el helicóptero. Al que se cuelgan los Double Dragon cuando aquel trata de escapar.

- Escenario 3 o Misión 3: Battle in the chopper (Batalla en el helicóptero). Mientras los enemigos escapan, se lucha dentro del helicóptero. La puerta se abre y se cierra sucesivamente volviéndose un contrincante y ayudante más. Es un espacio chico. El jefe es Bolo.

- Escenario 4 o Misión 4: Undersea base (Base submarina). El helicóptero aterriza en una isla "misteriosa". Hay agua, cañerías, y puertas. También un ascensor que desciende por debajo del agua, donde hay un pasadizo con techo bajo con pinchos y salen tuberías del techo que lastiman. Tiene el mismo jefe que la 3, Bolo. El escenario se cierra con una pantalla con pisos paralelos que corren en sentido contrario (trampas-orugas).

- Escenario 5 o Misión 5: Forest of death (Bosque de la muerte). Es el lugar donde los ha conducido la isla-base. En un bosque. Hay árboles, pasto, cercas rotas, carteles de peligro. Piedras, escaleras. Un río con una cascada. Puertas hidráulicas. Al final, hay que subir a una máquina indefinible, especie de locomotora, que va y viene, con orugas y con caños de vapor hirviente de donde baja Abore, el jefe.

- Escenario 6 o Misión 6: Mansion of terror (La mansión del terror). Los DD no saben en qué lugar están. Huelen, dicen, el mal en el aire. Por las señas, parecen haber sido conducidos a un templo en Japón. Hay antorchas encendidas que dejan caer fuego. Hay una imagen del Buda en el centro. Paredes con dibujos de rosetón y la música intenta ser atemorizante. El escenario no tiene jefe. La salida consiste en trampas-plataformas que desaparecen y aparecen y a las que hay que usar de escalera.

- Escenario 7 o Misión 7: Trap room (Habitación trampa). La leyenda que narra la historia da una advertencia de peligro. Billy siente que oye la voz de Mariam. El escenario es una especie de planta industrial llena de trampas. Hay orugas, precipicios con púas en el suelo, cañerías, entradas, engranajes, pisos con púas debajo que caen o se reducen y más puertas hidráulicas. Tiene el mismo jefe que la 5, Abore.

- Escenario 8 o Misión 8: The Double Illusion (La doble ilusión). Es un palacio con el piso pulido o tal vez de hielo. Con columnas y simetrías, con precipicios con púas. Alguna escalera. Aparecen varios jefes de las escenas anteriores. Todo deriva a una sala menor donde hay una alfombra azul con un ideograma japonés con el dibujo de dos dragones, donde aparecen múltiples ninjas y finalmente los "Double Dragon sombra", que son grises (la pantalla se oscurece y es más difusa, la música si bien no es atemorizante crea un ámbito enigmático). Los jefes auténticos del escenario son estos últimos, las sombras de los hermanos Lee, que tienen el poder adicional de arrojar una bola de Chi y desparecer y meterse en el cuerpo de los hermanos a fin de golpearlos desde dentro.

- Escenario 9 o Misión 9: Confrontation final (Enfrentamiento final). No tiene enemigos secundarios, sólo un guerrero misterioso sin nombre. En una pantalla silenciosa, Marian está rígida, hay antorchas, ladrillos y columnas y otros ornatos. Al acercarse a Marian, la pantalla se oscurece y aparece en lo alto de ésta el jefe final del juego, un hombre alto con pelo verde largo y una capa roja.

### Técnicas
- Patada de helicóptero: pulsando A + B al mismo tiempo.
- patada aérea: A + B + control pad al frente.
- Agarre: A/B frente a un enemigo (debe estar nokeado).
- Golpe izquierdo: B
- golpe derecha: A
- Salto: A + B (dirigir con el pad).
- codazo: Agarre + control pad hacia abajo(tres tiempos)
- rodillazo en la cara: Agarre + A o B dependiendo la dirección del agarre (tres tiempos)
- patada de repulsión: Agarre + control pad hacia arriba
- lanzar hacia atrás:Agarre + A o B (dirección contraria del agarre)
- Hiper rodillazo: es el ataque más poderoso del juego, lanzar una patada aérea, cuando toque el suelo oprimir A+B hacia adelante.
- Hiper gancho: lanzar una patada aérea, cuando toque el suelo oprimir B para golpear a la izquierda o A para dirigirlo a la derecha.